# 石黒寛
石黒 寛（いしぐろ ひろし、1963年 - 2023年10月17日）は、日本の俳優。愛知県名古屋市出身。はぐはぐ☆カンパニー代表。
東海地区を中心に活動し、「石黒寛です。みんな元気か!」のパーソナリティを2年半務めていた。
デビューは1985年10月と芸歴も長く、「みのひだどらまん街道」では多種多様な役を同時にこなすなど、演技の幅の広さを示した。
劇団はぐはぐ☆カンパニー代表。
ひと組事務局長、アトリエあうん事務局長、
シリーズ舞台「時代横町」座長を兼務。
代表作、二人芝居「らくだ」は瞬時に何役も演じ分けるなど評判を呼び全国を巡演した。

## 主な出演

### テレビ
- 中学生日記（NHK）
- NHKドラマ新銀河（NHK）
- 西田ひかるの痛快人間伝 -Dashing life story-（NHK）

### ラジオ
- みのひだどらまん街道（東海ラジオ）
- 石黒寛です。みんな元気か!（東海ラジオ）